# أمجد الميهان
أمجد الميهان (بالإنجليزية:  Amjed Al-Mehan)‏؛ ، هو لاعب كرة قدم سعودي.

## مسيرة اللاعب
لعب سابقاً لنادي الفتح ونادي الروضة ونادي العمران.